# Eudora (Misisipi)
Eudora es un lugar designado por el censo ubicado en el condado de DeSoto en el estado estadounidense de Misisipi. En el Censo de 2020 tenía una población de 386 habitantes y una densidad poblacional de 37,19 habitantes por km². Fue incluido como CDP en el censo de 2020. 

## Geografía
Eudora se encuentra ubicado en las coordenadas 34°49′52″N 90°08′56″O / 34.83111, -90.14889.Según la Oficina del Censo de los Estados Unidos,  tiene una superficie total de 10,38 km², de la cual 10,19 km² corresponden a tierra firme y 0,19 km² a agua.